# Liste der christlichen Hochschulen des östlichen Christentums
Die Liste der christlichen Hochschulen des östlichen Christentums bzw. höheren Schulen (Gymnasien, Lycées oder Colleges) führt alle Schulgründungen des östlichen Christentums bis heute auf. Als Gründungstermin gilt das Jahr, in dem das Schul- bzw. Hochschulprivileg erteilt wurden. Vorgänger und spätere Neugründungen werden vermerkt.
In der Frühen Neuzeit haben einige christliche Orden, meist Missionsorden aus Europa, Schulen im Orient gegründet. Später kamen Schulen von evangelischen Missionaren, meist aus dem englischsprachigen Raum hinzu. Aus einigen Schulen wurden Hochschulen herausgegründet, teilweise sind sie heute nicht mehr in kirchlicher Trägerschaft.

## Frühzeit des Christentums und Spätantike
Ab dem 2. Jahrhundert gab es Katechetenschulen in Alexandria, Antiochia, Cäsarea etc. Sie sind die ersten Christlich-theologischen Bildungseinrichtungen überhaupt und sind nach dem Vorbild der Philosophenschulen eingerichtet. Die Bezeichnung Antiochenische Schule oder Alexandrinische Schule sind theologische Schulrichtungen. Caesarea Maritima in Palästina wurde von Origenes gegründet und Side in Pamphylien (Syrien) wurde von Rhodo gegründet, beide sind Tochterschulen der Katechetenschule in Alexandria. Ferner gab es noch die Schule von Edessa, auch Perserschule genannt, und die Schule von Nisibis im ostsyrischen Kirchenraum für die Kirche des Ostens bzw. Nestorianer.

### 11. bis 14. Jahrhundert
| Gegründet | Hoch-(Schule)                              | Geschichte |
| 1054      | Akademie von Mangana, Konstantinopel       | gegründet im St. Georgeskloster (im Manganaviertel) als Hochschule für Rechtswissenschaften und Philosophie, mit der Eroberung Konstantinopel 1453 wurde das Kloster und die Akademie zerstört.                                                                 |
| 1106      | Akademie von Gelati, Kutaissi, Georgien    | gegründet durch König David dem Erbauer neben einem Kirchengebäude, zwecks Ausbildung von Theologen, Philosophen und Rechtsgelehrte |
| 11. Jh.   | Akademie von Ikalto, Telvali, Ost-Georgien | gegründet durch David dem Erbauer in einem Kloster, welches seit dem 5. Jh. bestand, beauftragt mit dem Aufbau der Akademie wurde der Theologe Arsen Ikaltoeli (Ikaltoelider), durch Schah Abbas I. (Persien) 1616 wurde das Kloster und die Akademie zerstört. |

### 15. und 16. Jahrhundert
| Gegründet | Hoch-(Schule)                           | Geschichte                                                                            |
| 1454      | Griechisch-Orthodoxes Collegium, Phanar | heute ein Gymnasium, welches neben der St.-Georg-Kirche, steht                        |
| 1584      | Collegium Maronitium, Rom               | gegründet durch die katholische Kirche, zwecks Weiterbildung des maronitischen Klerus |

### 17. und 18. Jahrhundert
| Gegründet                 | Hoch-(Schule)                         | Geschichte |
| 1657                      | College Saint Joseph (Antoura)        | gegründet von den Jesuiten als erstes Lycée nach französischem Vorbild, ab 1783 übernommen von den Lazaristen, da der Jesuitenorden aufgehoben wurde |
| 1687                      | Moskauer Geistliche Akademie          | gegründet als Griechische Lateinschule, 1682 unterzeichnet Zar Fjodor III. das Gründungsdiskret, erste höhere Bildungseinrichtung in Moskau, unter Zar Peter I., wurde höhere theologische Lehranstalt umgewandelt, da immer mehr weltliche Schulen entstanden. 1721 wird die Schule der Heiligen Synode unterstellt, 1775 Umbenennung in Slawische Griechisch-Latein-Schule, Curriculum wird mit dem Priesterseminar des Dreifaltigkeitskloster abgestimmt. Im 19. Jh. wird die Schule zur ersten Theologischen Akademie der Russisch-orthodoxen Kirche. 1918 geschlossen und 1944 wiedereröffnet. |
| 1696                      | College Notre Dame                    | gegründet von dem maronitischen Maryamiten-Orden (Heilige Jungfrau Maria), seit 1987 Notre-Dame-Universität – Louaize |
| 1699                      | Greek College in Oxford, Oxford       | gegründet von Benjamin Woodroffe, 1705 wieder geschlossen |
| nach 1736                 | Collegium Antonine                    | gegründet von dem maronitischen Antoninen-Orden zur Priesterausbildung in der maronitischen Kirche, seit 1961 um die Rechtsfakultät, seit 1975 um die Musikhochschule ergänzt und seit 1994 Universität |
| 1725                      | Geistliche Akademie, Sankt Petersburg | gegründet als slawische Griechisch-Latein-Schule im Alexander-Nevsky-Kloster. 1778 in ein Hauptseminar umgestaltet und 1797 in Alexander-Nevsky-Akademie umbenannt. 1908 wurde diese in drei Abteilungen gegliedert: die theologische Akademie (Universität), das theologische Seminar (College) und die theologische Schule (High School), 1918 geschlossen und 1946 wiedereröffnet. Sie untersteht dem Patriarchen von Moskau und ganz Russland. |
| 1783                      | College Jamhour, Baabda               | gegründet von den Jesuiten nach der Aufhebung des Ordens, heute von Jesuiten und die „Congrégation des Saints Cœurs“, einem jesuitischen Frauenorden, geleitet. |
| 1783                      | College St. Benoit, Istanbul          | gegründet von den Jesuiten zu einem früheren Zeitpunkt als Schule bzw. übernommen von den Lazaristen und als Lycée ausgebaut bis heute in Betrieb |
| Ende des 17. Jahrhunderts | College La Sagesse, Beirut            | gegründet vom Erzbischof Beiruts, 1875 ist die Rechtsfakultät später die Universität La Sagesse entstanden |

### 19. Jahrhundert
| Gegründet | (Hoch-)schule                                          | Geschichte |
| 1815      | Lasarian Institut, Moskau                              | gegründet durch die Familie Lasarian aus Neu-Julfa (Persien): eine armenische Akademie (Jemaran) mit dem Programm eines russischen Gymnasiums. Es wurde 1918 geschlossen. |
| 1821      | Philanthropisches College, Kalkutta                    | Das erste armenische College (Martasiragan Djemaran) überhaupt. Es wurde in den ersten vierzig Jahren von Hovhannes Avdalian (1793–1860) geleitet, der eine britische Bildung hatte. |
| 1824      | Nersessian Gymnasium, Tbilissi                         | gegründet von Nerses Aschtaraketsi (1770–1857) dem späteren Katholikos Nerses V. |
| 1825      | Mechitaristen-Gymnasium, Konstantinopel                | gegründet von den Wiener Mechitaristen: armenisch-katholisches Gymnasium |
| 1825      | Mesrobian College, Smyrna                              | gegründet durch die armenisch-katholische Familie Abroyan: die erste nicht-konfessionelle Bildungsinstitution im Osmanischen Reich. |
| 1831      | Sahagyan-Nunyan Gymnasium, Istanbul                    | gegründet von Patriarch Garabed III. von Balat (1823–1831): armenisches Gymnasium, das 1866 beim großen Brand von Samatya vollständig zerstört wurde. 1871 wurde es als Mädchenschule wieder aufgebaut . |
| 1832      | Samuel-Muradian-College, Padua                         | gegründet von den venezianischen Mechitaristen und zu Beginn finanziert von zwei Kaufleuten aus Madras (Samuel Muradian und Raphael Gharamian). |
| 1835      | College for Girls, (LAU) Beirut                        | gegründet von Amerikanisch-Presbyterianischen Missionaren, ab 1924, zweijähriges Frauen-College, und ab 1948 vierjähriges Frauen-College, ab 1975 auch Zulassung für männliche Studenten und Umbenennung in Beirut-College-Universität sowie ab 1994 Universität, Lebanese-American Univ.                                                       |
| 1836      | Murad-Raphaelian-College, Venedig                      | gegründet von den venezianischen Mechitaristen und zu Beginn finanziert von zwei Kaufleuten aus Madras (Samuel Muradian und Raphael Gharamian), ursprünglich für die Kinder reicher Handelsleute in Venedig geplant, wurde später nach Paris verlegt. Heute werden die meisten Schüler vom Mechhitaristen-Orden unterstützt. Seminar von Chalki |
| 1844      | Seminar von Chalki, Chalki, Insel vor Konstantinopel   | gegründet als Theologische Hochschule vom Patriarchen Germanos IV., neben dem Kloster Heilige Trinität, seit 1971 von dem türkischen Staat geschlossen. Im 9. Jahrhundert gab es schon ein Seminargebäude auf dem Gelände. |
| 1844      | St. Vincent-de-Paul Lycée, Alexandria                  | gegründet von den Schwestern des Ordens St. Vincent-de-Paul aus Frankreich. |
| 1856      | Lycée Notre Dame du Sion, Istanbul                     | gegründet vom Orden Schwestern Unserer Lieben Frau von Sion bzw. Notre Dame de Sion, war zunächst ein französischsprachiges Mädchengymnasium, später auch für Jungen geöffnet, heute mit Classe Préparatoire |
| 1859      | Theologisches Seminar, Kharpert                        | gegründet von der Kongregationalisten-Kirche in Boston |
| 1863      | Robert College, Istanbul                               | gegründet von amerikanisch-protestantischen Missionaren, englischsprachig, heute eine türkische und staatliche Universität |
| 1866      | Syrian Protestant College, Beirut                      | gegründet von amerikanisch-protestantischen Missionaren, englischsprachig, heute nichtkonfessionell und bekannt als American University Beirut |
| 1867      | American Protestant Seminary, Marasch                  | gegründet von amerikanischen Protestanten. |
| 1871      | Talas American College, Talas, Provinz Kayseri         | gegründet von dem amerikanischen Missionar James L. Fowle und 1889 von Henry K. Wingate in ein weiterführendes Internat ausgebaut. Das College wurde 1968 geschlossen. |
| 1874      | Kevork-Akademie, Etschmiadsin                          | gegründet von Katholikos Kevork IV.: eine armenische Akademie (auch: Kevorkian Djemaran), die zunächst der Lehrer- und Priesterausbildung diente, später den Hauptakzent nicht mehr auf die geistliche Ausbildung legte. |
| 1875      | Universität Saint Joseph, Beirut                       | gegründet von dem Jesuitenorden: erste französischsprachige Universität im Orient |
| 1875      | Armenia College, Kharpert                              | wurde auf Druck der osmanischen Behörden 1888 in Euphrates College umbenannt. |
| 1882      | St. Georgs-Kolleg, Istanbul                            | gegründet von den Lazaristen und den Barmherzigen Schwestern, beide aus Österreich |
| 1881      | Sanasarian College, Erzurum                            | gegründet mit der finanziellen Unterstützung von Mkrtitsch Sanasarian und durch G. Yezian: armenisches College. 1912 wurde das College nach Sivas transferiert. 1915 wurde es durch die Türken zerstört. |
| 1882      | Central Turkey Girls's College, Marasch                | gegründet von amerikanischen Protestanten. |
| 1886      | Getronagan-Gymnasium, Istanbul                         | gegründet von Patriarch Nerses II. Varjapetian: armenisches Gymnasium |
| 1889      | Theologisches Seminar von Armasch (nördlich von Iznik) | gegründet auf Initiative von Patriarch Horen I. Achekian (1888–1894), geleitet von Dekan Erzbischof Malachia Ormanian: armenisches Theologisches Seminar gegründet im bereits bestehenden Kloster Surp Asdvadzadzin. Das Seminar bildete bis zu seiner Schließung 1916 ca. 300 Studenten (davon 36 Vartabeds) aus.                              |
| 1895      | Esayan Gymnasium, Istanbul                             | gegründet von den Brüdern Hovhannes und Mgrditsch Esayan: armenisches Gymnasium |

### 20. Jahrhundert
| Gegründet | (Hoch-)Schule                                                                               | Geschichte |  |
| 192?      | Fakultät Orthodoxe Theologie, Warschau                                                      | gegründet nach dem Ersten Weltkrieg an der Warschauer Universität hat erst ab 1954 zusammen mit der evangelischen Fakultät wieder in der neuen Institution Christlich-Theologische Akademie die Lehre wieder aufgenommen. |  |
| 1926      | Melkonian Educational Institute (MEI), Nikosia                                              | gegründet von den Brüdern Krikor und Garabed Melkonian: armenisches Gymnasium (bis vor kurzem) von UGAB unterstützt. |  |
| 1930      | Nschan Palandschian – Akademie, Beirut                                                      | armenisch gewöhnlich 'Jemaran' (dt. Akademie) genannt, gegründet u. a. von Levon Schant, Simon Wratzjan: armenisches Gymnasium                                                                                            |  |
| 1932      | School for Religious Workers, heute NEST, Beirut                                            | gegründet 1932 durch mehrere evangelische Kirchen des Orients, seit 2000 existiert ein universitäres Austauschprogramm |  |
| 1938/39   | Seminar der Paulisten und Institut St. Paul Institut für Theologie und Philosophie, Harissa | gegründet durch die melkitische Priestergemeinschaft der Paulisten (Melkiten), das Seminar ist vor allem eine Theologiefakultät                                                                                           |  |
| 1942      | Holy Trinity Theological College, Addis Ababa                                               | gegründet von der Äthiopisch-Orthodoxen Tewahedo-Kirche |  |
| 1952      | Johann-Ludwig-Schneller-Schule, Bekaa (Libanon)                                             | gegründet von den Schneller Missionaren sowie unterstützt durch die evangelische Kirche und dem evangelischen Verein für Schnellerschulen                                                                                 |  |
| 1953      | Heilig-Kreuz-Seminar, Istanbul                                                              | gegründet von Patriarch Karekin I. Khachadourian: Priesterseminar des Patriarchates von Konstantinopel der Armenischen Apostolischen Kirche. Seit 1970 durch den türkischen Staat geschlossen.                            |  |
| 1955      | Haigazian College, Beirut                                                                   | gegründet von der Armenischen Kirche im Libanon, seit 1992 umbenannt in College-Universität und seit 1996 Universität |  |
| 1959      | Theodor-Schneller-Schule, Amman                                                             | gegründet von den Schneller Missionaren sowie unterstützt durch die evangelische Kirche und dem evangelischen Verein für Schnellerschulen                                                                                 |  |
| 1960      | Arab Baptist Theological Seminary, Beirut                                                   | gegründet durch die baptistische Kirche |  |
| 1965      | Universität St. Esprit, Kaslik                                                              | gegründet durch den maronitischen Orden (O.L.M), übernahm die Priesterausbildung (Diözesan) in der maronitischen Kirche                                                                                                   |  |
| 1988      | Universität Balamand, Balamand                                                              | von der rum-orthodoxen Kirche gegründet, 1833, 1821, 1966 schon als Priesterseminar gegründet, aber diese Seminare wurde kurz darauf immer wieder geschlossen                                                             |  |
| 1982      | Mar Elias Universität, Iʿbillin, Galiläa                                                    | gegründet durch Elias Chacour als höhere Ausbildungsinstitution, seit 2003 Universität |  |